# René Carmille
René Carmille, né le 8 janvier 1886 à Trémolat en Dordogne et mort pour la France le 25 janvier 1945 à  Dachau (Bavière), est un officier d'état-major et résistant français. 
Polytechnicien (X 1906), contrôleur général des armées, il crée sous l'Occupation le Service national des statistiques (SNS), qui deviendra l'Insee en 1946, et le numéro de code individuel qui deviendra, à la Libération, le numéro de sécurité sociale, toujours utilisé en France.

## Biographie

### Jeunesse et études
René Carmille est admis à l'École polytechnique en 1906. Il en sort dans l'artillerie. 

### Parcours professionnel
Lieutenant, puis commandant de batterie au début de la guerre de 1914, il occupe ensuite des fonctions d'État-major, y compris au Deuxième Bureau, c'est-à-dire dans les services de renseignement. 
En avril 1924, il entre par concours au contrôle de l'administration de l'armée. Il devient spécialiste de gestion industrielle, travaille sur le plan comptable de l'armée, sur des nomenclatures d’activités, sur l’organisation des entreprises d'armement et de poudres, puis à une réorganisation des bureaux de recrutement. Il promeut notamment le développement de la mécanographie par cartes perforées. Il enseigne l'économie politique à l'École libre des sciences politiques entre 1927 et 1937. On a aussi de lui un article de fin 1939 « sur le Germanisme ».
Dès décembre 1934, pour faciliter la mobilisation des classes d’âges successives, il propose un numéro matricule à 12 chiffres, fondé sur la date et le lieu de naissance et destiné à être attribué aux garçons dès leur déclaration à l'état civil. Il visite à Berlin la Dehomag, filiale allemande d'IBM, d'où il rapporte le modèle de la carte perforée à 80 colonnes. En France, il favorise le développement de Bull, contrôlée par les Papeteries Aussedat, fournisseur en cartes mécanographiques. Il mène plusieurs expériences, la principale à Rouen. Il publie en 1936 De la mécanographie dans les administrations. Il y révèle son expertise de la mécanographie et de ses possibilités d'applications dans les entreprises et dans les administrations. Il y démontre l'utilité d'une identification des individus mais aussi d'un code géographique, de nomenclatures d'activité économique et de profession. Enfin, il expose l’intérêt de cette technique pour la gestion des administrations et la production d’informations statistiques utiles au gouvernement. Dans l'édition de 1942, il expose (p.130) comment l'identification des individus par un numéro d'identification, dès lors qu'il figure obligatoirement dans les fichiers des différents services de l’État, va permettre des appariements de fichiers de façon à "prendre des renseignements qui doivent être utilisés simultanément". Il met ce principe à exécution lorsque, directeur du Service National de Statistiques (SNS), il fait constituer des "dossiers individuels" signalétiques où, derrière ce numéro sont rassemblés les renseignements provenant des différents fichiers. 
En 1938, René Carmille fait un séjour à Londres, sous couvert d'une invitation chez le constructeur de matériel mécanographique Powers-Samas, et y consolide des relations avec l'Intelligence Service nouées depuis 1935.

### La mobilisation clandestine
Vient la « drôle de guerre » et la débâcle. Il y a plus d’un million de prisonniers. L'armistice laisse à la France le droit d’entretenir une armée de 100 000 hommes, que le ministre de la Défense nationale, Maxime Weygand, et le secrétaire d'État à la Guerre, le général Colson, cherchent à organiser. Le contrôleur général Carmille reçoit l'ordre du Général Picquendar, chef d'État major de l'Armée d'armistice, de créer un service civil préparant une éventuelle mobilisation clandestine. Il rencontre le colonel Rivet, chef des services spéciaux . Le général de Gaulle écrira : « Nous savions que le service français des renseignements poursuivait, à Vichy, quelque activité. Nous n’ignorions pas que l’État-major de l’armée s’efforçait de soustraire aux commissions d’armistice certains stocks de matériel. Nous nous doutions que divers éléments militaires tâchaient de prendre des dispositions dans l’hypothèse d’une reprise des hostilités (...).Et, cependant, les premiers actes de résistance étaient venus des militaires. Des officiers, appartenant aux états-majors de l’Armée et des régions, soustrayaient du matériel aux commissions d’armistice. Le service de renseignements continuait d’appliquer dans l'ombre des mesures de contre-espionnage et, par intervalles, transmettait aux Anglais des informations. Sous l'action des généraux : Frère, Delestraint, Verneau, Bloch-Dassault, et en utilisant notamment les amicales de corps de troupes, des mesures de mobilisation avaient été préparées. ».
René Carmille voit l'opportunité de mettre en œuvre ses propositions et de poursuivre l'équipement mécanographique des bureaux de recrutement ; il obtient la création (15 décembre 1940) du service de la Démographie, rattaché au ministère des Finances, qui récupère les locaux des bureaux de recrutement, une partie de leur personnel et l’essentiel de leurs archives qu’il continuait de mettre à jour. La direction générale s'installe à Lyon, en zone libre, 10 rue des Archers. L'Établissement central, cours de Verdun, est doté avec l'aide de Georges Vieillard, directeur général de Bull, d'un ensemble complet de machines d'exploitation, interclasseuses et reproductrices. Mais seules les directions régionales de zone sud furent dotées d'ateliers mécanographiques comportant, outre des perforatrices, des machines d'exploitation.
En janvier 1941 un marché de 36 millions de francs est signé entre Bull et le ministère des Finances, au titre du service de la Démographie. La Banque de Paris et des Pays-Bas accepte en avril 1941 de financer ces commandes. En 1941 également, Bull se fait condamner pour contrefaçon des brevets IBM pour avoir adopté la carte perforée à 80 colonnes. L'appel suspensif interjeté ne sera jugé en faveur de Bull qu'en 1947, pour vice de forme, IBM ayant délivré des matériels 80 colonnes avant le dépôt du brevet en France. Carmille se retrouve progressivement à la tête d'un imposant parc de machines mécanographiques, réparties entre l'Établissement central de Lyon et les directions régionales (au départ, six directions régionales en zone libre, une à Paris, et d’autres à Alger, Tunis, Rabat).
Cherchant à mettre en œuvre la coordination générale des services administratifs par la mécanographie, Carmille, dès le 20 mars 1941, obtient que le numéro d'identification figure sur le modèle de la "carte d'identité de Français", mise en chantier par le ministère de l'Intérieur et les préfectures et entreprend des "dossiers individuels" moins ambitieux que le projet de « carnet signalétique individuel », beaucoup trop complexe, qui ne verra pas le jour. Pour attribuer un numéro à chaque individu, il fait procéder aux relevés des actes de naissance détenus par les greffes des tribunaux, pour doter de leur numéro les millions de personnes nées en France dans les 65 dernières années. Comme il s'agit d'une opération à finalité civile, on relève les naissances des deux sexes, en ajoutant un treizième chiffre en première colonne, 1 pour les hommes, 2 pour les femmes. Le futur numéro de sécurité sociale est né. Le relevé a lieu de mars à août 1941 : les directions régionales du SD parviennent ainsi à constituer un immense répertoire général d’identification de tous les individus nés en France entre 1881 et 1940. 
« Le Service de la Démographie, dans un premier temps, sous le fallacieux prétexte de vérifier les primes de démobilisation constitue un énorme fichier de 2.500.000 démobilisés comportant toutes les précisions nécessaires sur les qualifications militaires de chacun (fichier B5). Mais les adresses que tous ces hommes avaient données au moment de leur démobilisation étaient souvent fantaisistes. Pour retrouver leurs adresses exactes, du moins à ceux qui étaient domiciliés en zone non-occupée, et pouvoir ainsi exploiter l’énorme fichier B5, Carmille obtint du gouvernement qu’un recensement « des activités professionnelles » (recensement AP) soit fait en zone libre ».
Le recensement a lieu le 17 juillet 1941. Un bulletin doit être établi pour chaque personne  - française ou étrangère - de 13 à 64 ans.
Or, le ministre de l'Intérieur Marcel Peyrouton n'a pas seulement cosigné le statut des Juifs et abrogé le décret Crémieux, il a aussi institué la carte d'identité de Français. La fiche établie par les mairies lors de la demande de cette carte d'identité puis transmise aux préfectures contient - comme le recensement AP (question n°11) - la question "L'intéressé appartient-il à la race juive ? ". Mais elle reste déclarative.
Le service civil chargé du recensement quinquennal de la population était la Statistique générale de la France (SGF), dirigée par Henri Bunle. Les recensements avaient eu lieu en 1931 et 1936, et le suivant aurait dû avoir lieu en 1941. Les statisticiens de la SGF considèrent ce militaire avec méfiance, et protestent contre l'intrusion sur leurs plates-bandes de militaires camouflés. Les militaires inversement ne comprennent pas toujours cet officier qui déborde largement les missions que l'armée lui confie. Le service de la Démographie absorbe le SGF, le 11 octobre 1941 ; l'ensemble prend le nom de Service national des statistiques (SNS).
Grâce au numéro d'identification, le SNS pouvait croiser les informations contenues dans les feuilles de démobilisation de 2 500 000 soldats, leurs cartes de soldes, leurs cartes de rationnement de tabac, et le recensement de zone libre de juillet 1941. Sont ainsi tenus à jour, avec les adresses, des fichiers des militaires démobilisés en 1940, des prisonniers de guerre, des contingents des Chantiers de Jeunesse, des cadres de métier de l'Armée d'armistice et des "affectés spéciaux". Mais de plus, en liaison avec le colonel Jean Touzet du Vigier, les lieutenants colonels Henri Zeller et Georges Pfister chargent Carmille de préparer, de façon clandestine, la mobilisation de quinze divisions en deux semaines et à plus long terme d'une force de réserve générale d'une centaine de divisions. « Pendant l'hiver 1941-1942, Carmille, travaillant en secret avec le commandant Pierre Jacquey (...)  sortit les noms de 220 000 anciens combattants entraînés vivant en zone libre, et les affecta par localité et par unité, de telle sorte qu'une mobilisation partielle, sur une base régionale, devenait possible en cas d'urgence ; il prépara également des cartes perforées permettant d'imprimer les ordres de mobilisation en quelques heures. ».

### Retards et surenchères
Le camouflage d'un service de recrutement militaire dans un prétendu service de démographie expose à une contradiction fondamentale : le recrutement militaire traite des informations individuelles, un service de démographie produit des statistiques sur des ensembles anonymes de population. Carmille participe à la préparation d'enquêtes individuelles, voire les propose, pour alimenter le répertoire individuel et les fichiers de mobilisation, mais il en complique les formulaires et accumule les objections techniques, ce qui justifie des demandes de moyens financiers et d'embauche de personnel, et d'importants retards. Il pose même des leurres en se livrant à des surenchères. Carmille fait ainsi de la lourdeur bureaucratique organisée une forme de résistance.
L'Algérie est le grand espoir de ceux qui refusaient la défaite. D'aucuns rêvent que le maréchal Pétain s'y rende, « le jour venu », pour reprendre la lutte contre l'envahisseur. Y coexistent des citoyens français, des étrangers et des Arabes, « sujets » musulmans, et y sévit un antisémitisme diffus. Le 7 octobre 1940, dans la foulée du statut des Juifs, le gouvernement de Vichy avait abrogé le décret Crémieux. Les Juifs d'Algérie redevenaient des « sujets », comme les Arabes, et étaient exclus de la fonction publique, des écoles publiques et de l'armée, étant même internés dans des camps de travail.
René Carmille avait fait passer à Lyon, dès juin 1940, le matériel du bureau de recrutement de Rouen, y compris un prototype de tabulatrice transporté en avion. En mai 1941, il rencontre à Alger le général Weygand devenu délégué général en Afrique française, et qui s'y efforce de préparer la revanche de l'armistice. Or le recrutement militaire y pose des problèmes particuliers, traitant séparément Européens et indigènes. Qu'à cela ne tienne ; le code retenu pour la première colonne du numéro d'identité, au lieu de se limiter à 1 et 2 pour les hommes et les femmes (français, par définition, puisqu'il s'agit du service militaire), va être complété : on va coder 7 et 8 les étrangers, 3 et 4 les indigènes non-juifs, c'est-à-dire les musulmans, 5 et 6 les indigènes juifs. C'est contraire au caractère du numéro d'identité, qui doit demeurer en principe invariable de la naissance à la mort.
En métropole, les occupants aggravent la répression contre les premiers résistants, désignés comme « terroristes », et contre les Juifs. Le Commissariat général aux questions juives est créé par la loi du 29 mars 1941. Une première arrestation massive de Juifs a lieu le 14 mai 1941.
Les Allemands demandent que soit rendue générale et obligatoire la déclaration de changement de domicile. Pierre Pucheu devient ministre de l'Intérieur le 18 juillet 1941. Une loi est rédigée, datée du 30 mai 1941, mais qui ne sera publiée au Journal Officiel que le 28 février 1942, le temps de mettre en place les formulaires correspondants. Plusieurs millions d’exemplaires sont envoyés en 1942 aux préfectures, lesquelles les diffusent ensuite auprès des mairies. Il contient seize questions particulièrement intrusives, portant non seulement sur le requérant mais aussi sur son conjoint et ses enfants. Les questions sur la « race juive » se réfèrent cette fois à la loi du 2 juin 1941 (2e statut des Juifs) .
Les deux statuts des Juifs, d'octobre 1940 et juin 1941, sont accompagnés de l'obligation faite aux Juifs de se faire recenser. Carmille propose ses services pour traiter les déclarations obtenues et transférées au Commissariat général aux questions juives (CGQJ), dirigé par Xavier Vallat. Les directions régionales de Clermont-Ferrand et de Limoges sont invitées à les « identifier », c’est-à-dire à les compléter par le numéro d’identification, en vue d’une exploitation mécanographique. Mais Carmille ne donne aucune priorité à cette exploitation et la retarde par des consignes orales. Il fait si bien que le chiffrement demandé n'aboutit, après trois ans d'atermoiements, qu'à un « état numérique des Juifs français et étrangers recensés en juin 1941 », en exemplaire unique, qui n'était pas terminé en février 1944, lors de l’arrestation de Carmille. Il s'agit de tableaux anonymes, par sexe et par département, du nombre de Juifs recensés, classés par nationalité et activité professionnelle, et où il n'y a guère que des 0 et des 1, sans aucun intérêt policier, ni même statistique.
Les services de police organisent rafles et déportations à partir de leurs propres fichiers manuels, adaptés de celui mis au point avant-guerre à la Préfecture de Police pour surveiller les menées communistes, comme le fichier Tulard ; de même, le CGQJ procède aux spoliations en se passant de mécanisation. En l’absence de toute documentation contraire, il est établi que les fichiers du SNS n'ont joué aucun rôle dans les arrestations, déportations et spoliations raciales ; aucune « bavure » n’a jamais été signalée. Aucune liste nominative ne fut jamais transmise à la police. Mais les réponses à la question n° 11 du recensement AP permirent d'exclure (de dispenser) des Chantiers de jeunesse les jeunes gens qui s’étaient déclarés juifs.
Le code « algérien » de la première colonne, la participation à l'élaboration de la loi sur le changement de domicile, la proposition à Xavier Vallat de traiter mécanographiquement les déclarations de Juifs, tous ces éléments feront classer Carmille dans la catégorie des "vichysto-résistants".

### Mobilisation en Algérie
Le 18 avril 1942, Pierre Laval devient chef du Gouvernement, ministre des Affaires étrangères, ministre de l'Intérieur (en remplacement de Pierre Pucheu) et ministre de l'Information, avec Bridoux à la Guerre, Cathala aux Finances, Bichelonne à la Production industrielle et Hubert Lagardelle au Travail. Il accentue l'orientation collaborationniste du régime : le 22 juin, il institue la « Relève », qui prévoit le retour d’un prisonnier contre le départ de trois travailleurs volontaires pour l'Allemagne et prononce le discours radiodiffusé où il reconnaît qu'il « souhaite la victoire de l'Allemagne » ; le 16 juillet a lieu la rafle du Vélodrome d'Hiver ; le Service du travail obligatoire est institué le 4 septembre.
Dans ses mémoires, Alfred Sauvy évoque un appel téléphonique de Jean Bichelonne pour savoir ce qu'on peut attendre, en cas de mobilisation, des cartes perforées du service statistique. Il renvoie l'appel à Carmille, à Lyon. L'enjeu, désormais, est de savoir si, grâce aux cartes perforées, on allait mobiliser de jeunes Français pour les envoyer en Allemagne, ou bien pour les mettre au service des armées, françaises et alliées, qui devaient débarquer, nul ne savait où. Toujours est-il qu'un décret de Lagardelle et Bichelonne du 22 septembre organise le recensement des travailleurs d'usine, sans recourir au SNS. 
Mais le 8 novembre 1942 commence le débarquement des Alliés en Afrique du Nord. Dès le 11, les troupes allemandes envahissent la zone sud. Le général Verneau, chef de l'État-major de l'Armée de terre (EMA), ordonne de « détruire les documents relatifs à la mobilisation clandestine » . La flotte se saborde à Toulon le 27 . Tandis que Bridoux fait remettre aux Allemands la plus grande partie des armes et matériels camouflés, l'Armée d'armistice est dissoute ; certains officiers passent en Algérie, tandis que d'autres, en Métropole, créent alors ce qui deviendra l’Organisation de résistance de l'armée (ORA), que dirige d'abord le général Frère, désigné par Giraud comme son représentant. « C'est alors une organisation fort méfiante à l'égard du gaullisme, proche du giraudisme » écrit Jean Lacouture, dans sa biographie de De Gaulle. Et l'entourage du général Giraud, travaillant indépendamment de l'État-major de l'Armée d'armistice, ne se fie guère au plan de mobilisation de Carmille.
Les raisons qui avaient conduit Carmille à limiter le recensement AP à la zone libre (ne pas mettre un fichier d’adresses d’hommes mobilisables à la disposition de l’ennemi) valaient désormais pour toute la métropole. Le 4 décembre 1942, il organise une visite du Maréchal Pétain à la direction régionale du Service national des statistiques à Clermont-Ferrand. Selon un témoignage de 1975 de l’Inspecteur général de l’Insee R. Gaudriault, « à l’issue de la visite, le maréchal, M. Carmille, M. Rabache, directeur régional, M. Roques, (chef du service technique) et moi, nous nous sommes isolés dans une pièce et M. Carmille a décrit en détail le fonctionnement et l’emploi possible de ses fichiers. M. Carmille exposant qu'on pouvait réunir les éléments de plusieurs divisions, le maréchal a demandé “combien ?” ».
Reste l'Algérie. Le 5 décembre 1942, la succursale du SNS d'Alger est réquisitionnée par les autorités militaires. Le général d'armée René Prioux, major-général des Forces terrestres et aériennes, reconstitue les bureaux de recrutement pour les Français de souche, et les sections spéciales de recrutement pour les indigènes, telles qu’elles existaient avant 1940. Ces bureaux et sections spéciales utilisent pour la mobilisation les cartes perforées du recensement AP en distinguant Français de souche, Juifs et indigènes.Le 24 décembre, à Alger, l'amiral Darlan est assassiné. Le 26 décembre, le commandement allié nomme le général Giraud « commandant en chef civil et militaire en Afrique ». Le 20 janvier, Marcel Peyrouton, le ministre de l'Intérieur d'octobre 1940, est nommé gouverneur général de l'Algérie.
Le 15 mars, Giraud invite de Gaulle à rejoindre Alger. Dès lors, les forces françaises entreprennent de trouver une formule permettant leur fusion. Le 18 mars, une série d'ordonnances rétablit le régime républicain, mais Giraud ne rétablit pas le décret Crémieux, il souhaite en effet « éliminer toute discrimination entre indigènes musulmans et israélites », jugeant qu'« en Afrique du Nord les Juifs ne doivent pas être considérés autrement que les Musulmans. Ce sont des indigènes pratiquant une religion différente de celle de leurs voisins, pas autre chose ». Les Juifs sont incorporés dans des unités de Pionniers, dites «Compagnies de travailleurs". Giraud, avec l'armement américain décidé à la Conférence d'Anfa, se consacre alors à la campagne de Tunisie, à la libération de la Corse et à la constitution de l’armée française du général Alphonse Juin qui débarque en Italie.  
La situation bascule quand Jean Moulin, délégué général en France du général de Gaulle, transmet à Londres un télégramme (daté du 8 mai 1943, il est reçu le 14) dans lequel il annonce la création du Conseil national de la Résistance. Celui-ci confirme que l'ensemble des mouvements de résistance reconnaissent le général de Gaulle comme chef de la Résistance, et réclament l'installation rapide d'un gouvernement provisoire, sous la présidence du général de Gaulle, le général Giraud devant en être le chef militaire. De Gaulle arrive le 30 mai 1943 à Alger. Tandis que Pucheu arrivant en Afrique du Nord est placé en résidence surveillée le 12 mai, Prioux est écarté de tout rôle militaire en juin 1943. Après de nombreuses pétitions, le décret Crémieux n'est discrètement rétabli que le 22 octobre 1943. La DR d'Alger du SNS restera sous statut militaire jusqu’au 1er septembre 1946.

### La guerre des faux papiers
René Carmille avait décidé, conformément à l'ordre du général Verneau, de détruire ou camoufler les activités liées à la mobilisation clandestine. Les codes (« tableaux de connexions » dans la technique mécanographique) et les fichiers essentiels avaient été cachés au séminaire des Jésuites de Mongré, près de Villefranche-sur-Saône. Il consacre alors son action clandestine à la préparation des débarquements en Métropole des armées alliées. Il se concentre sur ses activités civiles de Directeur du Service national des Statistiques, fondant notamment l'École d'Application du SNS, devenue aujourd'hui l'ENSAE, et fait en sorte que le SNS ne prenne pas part au recrutement du STO. 
La fabrication de faux papiers constitue une activité importante des résistants. La contrefaçon est essentielle dans le sauvetage. Il faut des faux papiers pour pouvoir circuler et des cartes d'alimentation pour survivre. La plupart des organisations de sauvetage s'emploient à en fabriquer. En 1942, les cartes d'identité s'achètent vierges dans les bureaux de tabac. Après les avoir remplies, il faut coller une photo, y apposer la signature du maire et de deux autres personnes puis un tampon administratif. Le nouveau modèle de « carte d'identité de Français », à l'en-tête de l'État français, comporte le numéro d'identité et les déclarations de changement de domicile, mais sa distribution, prévue depuis la loi du 27 octobre 1940 (JO du 20 novembre), ne commence qu'en août 1943.
Devant la mauvaise volonté de Carmille, Bichelonne songe à le remplacer à la tête du SNS par son adjoint Saint-Salvy, favorable à la collaboration, mais c’est ce dernier qui doit quitter le SNS, le 1er mars 1943. Le 6 avril, dans une note au commissaire général au STO, Carmille accepte qu'« un fichier numérique régional des entreprises et des professions soit constitué dans chaque direction régionale du STO ». Mais il demande en retour que « ces travaux soient exécutés dans les locaux du SNS sous la seule responsabilité de ses Directeurs régionaux. [...] Il ne saurait être envisagé de détacher, en aucun cas, du personnel et du matériel hors des locaux des directions régionales du SNS ». Environ 875 000 requis français travailleront en Allemagne mais inversement des dizaines de milliers de jeunes gens prennent le maquis, passent en Espagne, et grossissent en tout cas les rangs de la Résistance, qui cherche à saboter l’organisation du STO.
Carmille s’efforce, au long de l'année 1943, de coordonner son action avec Alger et Londres. Il adhère au réseau de résistance « Marco Polo ». et le 4 septembre 1943, sur ses instructions, André Caffot, s'envole d’un terrain de fortune des environs de Reims pour Londres, pour remettre à l'Intelligence Service le nouveau modèle de la carte d'identité, à l'effigie de l'État français et incluant le numéro d'identité, ainsi qu'une des machines destinées à composter ce numéro dans les préfectures. Ce modèle fut distribué, à titre d'essai et à partir d'août 1943, à Paris et dans 12 départements. De « vraies-fausses » cartes d'identité sont mises par ailleurs à la disposition de résistants, de déserteurs allemands et de juifs.
Les Allemands se méfient du SNS, notamment le lieutenant-colonel Von Passow, chargé d'une enquête sur lui dès mars 1943 ; ils redoutent la préparation, par ses services, des outils d’une mobilisation rapide. La Gestapo surveille René Carmille pour ses activités résistantes (fourniture de faux papiers et distribution d'argent aux maquis) ; en témoigne la déposition du Sonderführer Walter Wilde, fait prisonnier en août 1944. Et elle démantèle le réseau Marco Polo lors du coup de filet du 24 novembre. Toujours est-il que le 3 février 1944 à midi, René Carmille est arrêté à Lyon, avec son chef de cabinet Raymond Jaouen. Désigné comme « grand ennemi de l'armée allemande, ayant entretenu des relations avec Londres et aidé des groupes terroristes », il est conduit à l'hôtel Terminus où il est interrogé par Klaus Barbie, qui le torture deux jours durant. Il est interné à la prison Montluc, où il reste quatre mois, jusqu'à ce que Klaus Barbie fasse transférer les deux prisonniers à Compiègne. De là ils partent pour Dachau par le Train de la mort des 2-5 juillet 1944, un des derniers convois de déportés. Jaouen meurt étouffé pendant le trajet, Carmille meurt du typhus le 25 janvier 1945.

## Prolongements et controverses

### Le numéro de sécurité sociale
En trois ans Carmille a doté la France d'un service de statistiques civiles performant, gérant des fichiers d’individus, d'entreprises et d'établissements, pratiquant sondages et enquêtes, recrutant à l'École polytechnique des cadres qui prêtent serment de respecter un secret professionnel strict, disposant d’une École d’application, qui deviendra l'ENSAE en 1962. En septembre 1944, la rubrique « race » est annulée sur tous les documents détenus par le Service national des statistiques. En mai 1945, la première composante du numéro d'identification est définitivement limitée au sexe : 1. masculin 2. féminin.[réf. nécessaire]. L'obligation de déclaration de changement de domicile fut abolie.
Selon le témoignage de Pierre Laroque , « lorsqu'a été entrepris le travail préparatoire du Plan français de sécurité sociale, à l'automne 1944, le numéro d'identité de M. Carmille était déjà bien implanté et a été considéré tout naturellement comme devant devenir le numéro de sécurité sociale en accord avec l'INSEE (sic). En tout état de cause l'élaboration de la législation sur la sécurité sociale a abouti aux ordonnances de base d'octobre 1945 et à l'entrée en application du régime nouveau le 1er juillet 1946. J'ai toute raison de penser qu'à ces diverses dates le nouveau numéro de sécurité sociale, substitué au numéro ancien des assurances sociales, était adopté sans contestation par qui que ce soit. »
Cette affectation à la sécurité sociale était providentielle. Au lieu de servir à une contrainte comme le service militaire ou la déclaration de revenus, le numéro Carmille recevait un usage apprécié de la population à qui il permet de faire valoir ses droits à prestations, pensions et remboursements variés.
En avril 1946, le SNS devient l'Insee, qui utilise le numéro pour la gestion des listes électorales et se charge, en décembre 1946, de la notification à la sécurité sociale du numéro d'identification.

### Projet Safari
En 1971, l'Insee décida de centraliser les répertoires d'identification à Nantes. Le projet fut baptisé « Safari » (Système automatisé pour les fichiers administratifs et le répertoire des individus). En février 1972, l'administration prévoit de cumuler la centralisation du répertoire de l'Insee à Nantes avec celle du fichier national des assurés (avec l'adresse) de la Caisse nationale d'assurance vieillesse (CNAV) à Tours. D'éventuelles utilisations abusives de l'interconnexion des fichiers font discrètement débat, jusqu'à ce que, le 21 mars 1974 Le Monde dénonce une fusion éventuelle des fichiers d'état civil avec les fichiers de police du ministère de l'Intérieur, sous le titre « Safari ou la chasse aux Français ». Dans la campagne passionnelle qui s’ensuivit, d’aucuns firent état de prétendues utilisations du numéro Carmille, « créé par Vichy », pour la chasse aux juifs, aux résistants, aux réfractaires au STO, etc.
Le calme ne revint qu'avec le vote de la Loi informatique et libertés du 6 janvier 1978, créant la Commission nationale de l'informatique et des libertés (CNIL). L'article 18 de la loi dispose en particulier que « l'utilisation du répertoire national d'identification des personnes physiques en vue d'effectuer des traitements nominatifs est autorisé par décret en Conseil d'État pris après avis de la Commission. » La CNIL considère que « l'utilisation du numéro de sécurité sociale [équivaut] à l'utilisation du RNIPP ».

### Rapport Rémond
En 1991, Serge Klarsfeld ayant découvert le fichier de police ayant servi à la persécution des Juifs  en 1941 dans les archives du secrétariat d'État aux Anciens Combattants, l'Insee fut accusé d’avoir conservé des codifications raciales dans le 1er chiffre du numéro de sécurité sociale. Cette mise en cause aboutit au rapport de René Rémond, missionné par Jack Lang, rapport qui amalgamait le SNS aux autres administrations du régime de Vichy et faisait de René Carmille un maréchaliste convaincu, adhérant à l'idéologie du régime. Ce qui ne satisfaisait ni l'Insee, ni Robert Carmille, fils de René. Tandis que celui-ci diffusait une brochure de protestation, le Directeur général de l'Insee demandait au principal rédacteur du rapport Rémond, Jean-Pierre Azéma, de diriger une mission chargée d'un nouveau rapport.

### Azéma et les «vichysto-résistants»
Or, Azéma concluait à son tour que le SNS n'avait pas été un organisme résistant, et qualifiait d'invérifiables les consignes orales de sabotage alléguées par Robert Carmille. Dans le même temps qu'il s'intéressait à Carmille, il témoignait au procès de Maurice Papon (octobre 1997-janvier 1998) ; il y opposait les "vichysto-résistants" qui avaient « commencé par Vichy mais se sont rendu compte de leur aveuglement et qui ont choisi une autre voie », pour les opposer au « vichysto-vichyste » Papon. Plus tard, une de ses thésardes, Johanna Barasz, approfondit cette catégorie dans laquelle figurait Carmille : 

« (...) il y eut bien dans la Résistance active des hommes qui (...) ont été des soutiens effectifs de l’État français (...) Pour les premières années de l'Occupation, le général de La Laurencie, le colonel Groussard, le commandant Loustaunau-Lacau et le noyau initial d'Alliance, le général Cochet (...). Autre vivier manifeste de vichysto-résistants, les services de renseignement de Vichy, officiels ou camouflés comme les services du colonel Paillole , ainsi que les groupes de militaires qui, autour de l'état-major de l'Armée d'armistice, organisèrent en zone nord les Groupes d'autodéfense (gad) ou couvrirent les activités officieuses du colonel Mollard et de son service de Camouflage du matériel ainsi que celles du contrôleur général Carmille dont les statistiques devaient permettre la préparation d’une mobilisation secrète. Vinrent plus tard Dunoyer de Segonzac et son équipe d'Uriage, les prisonniers de guerre dont François Mitterrand prit la tête, et bien sûr l'Organisation de résistance de l'armée (ORA). Cette seconde génération de « vichysto-résistants » (...) côtoya la résistance se réclamant du général Giraud. »

Sur les « vichysto-résistants », voir aussi le livre de Bénédicte Vergez-Chaignon.

### IBM et l'Holocauste
En février 2001 parut en France le livre d’Edwin Black, IBM et l'Holocauste. Le chapitre 11, intitulé « La France et la Hollande », compare l'utilisation systématique des machines de la Dehomag en Hollande, où la proportion de Juifs assassinés fut de 73 %, à la pagaille des fichiers manuels utilisés en France, accentuée, dit-il, par le refus de Carmille d'utiliser ses machines Bull pour identifier les Juifs, où cette proportion fut d'environ 25 %. Black cite in extenso, p. 371, la lettre du 18 juin 1941 où Carmille fait des offres de service à Xavier Vallat. Il conclut : « René Carmille (...) fut honoré à titre posthume pour ses hauts faits patriotiques, mais l'exploit qu'il a accompli en limitant spectaculairement le nombre des victimes juives en France n'a jamais été véritablement reconnu. Il a même été, parfois, contesté » (p. 382).
L'accueil des spécialistes fut froid. Dans sa critique, Annette Wieviorka écrit : « On comprend mal d’abord l’accumulation d’erreurs factuelles grossières. (...) Sur Carmille, Black n’apporte aucun élément nouveau. Alors que l'homme est controversé (...), Black en fait un personnage jouant double jeu. Il aurait proposé ses services à Vichy en juin 1941 pour tromper l’ennemi. Il n'aurait jamais eu l'intention de livrer les Juifs. Black attire à nouveau l'attention sur un homme qui mériterait une vraie biographie. En revanche, nul ne peut admettre une conclusion qui gomme l'ensemble des facteurs historiques capables de rendre compte du sort contrasté des Juifs de France et des Juifs hollandais. » L'amalgame de Black est en somme inverse de celui d'Azéma. Celui-ci accuse Carmille d'avoir facilité indirectement les rafles et déportations de Juifs, Black l'honore pour avoir « limité spectaculairement le nombre des victimes juives en France ». René Carmille a certainement sauvé les juifs et résistants à qui il a fourni de fausses cartes d’identité en 1943. Mais en 1942, son sabotage avéré du dépouillement mécanographique du CGQJ n'a empêché que des spoliations, non des arrestations.
Mais la thèse de Black fit son chemin outre-Atlantique, où Carmille est désigné comme le First Hacker dans une vidéo YouTube, un article de revue, et comme A Quiet Hero dans le roman de Dwight Harshbarger.

## Articles et ouvrages
- "La véritable importance des mouvements de prix", Revue politique et parlementaire, 1933, pp. 500-515
- Vues d'économie objective, Sirey, 1935
- "La mécanographie au service de l'évolution économique", Revue d'économie politique, juillet 1938, p. 1121-1139
- "Sur le germanisme",  Revue politique et parlementaire, septembre-octobre 1939, p. 31-52
- La mécanographie dans les administrations, Sirey, 1re édition, 1936, 2e édition, 1941

## Hommages
- Commandeur de la Légion d’honneur (Chevalier 10/07/1920 - Officier 8/7/1928 - Commandeur 25/6/1941)
- Croix de guerre 1914-1918
- Croix de guerre avec palme, à titre posthume (1946)
- Médaille de la Résistance (réseau Marco Polo).
- Le Centre des Techniques de l'Information de Paris (CTIP), à Suresnes (Mont-Valérien), porte le nom de René Carmille[66]
- La promotion 2008-2009 de l'École militaire du corps technique et administratif porte son nom[67].
- Pour le 50e anniversaire de son décès, en janvier 1995, une salle René-Carmille fut inaugurée au ministère de la Défense, boulevard Saint-Germain, par le ministre François Léotard, en présence du directeur général de l'Insee et de ses prédécesseurs.
- Avenue Général-Carmille à La Seyne-sur-Mer[68]
- Rue du Général-René-Carmille, à Domme (Dordogne), où la famille possède une maison.

### Vidéographie
- Youssr Youssef, documentaire René Carmille, un hacker sous l'occupation, 2021, 52 min (1re diffusion télévisée le 6 novembre 2021 sur Public Sénat)